# Romestaing
Romestaing ist eine französische Gemeinde mit 158 Einwohnern (Stand 1. Januar 2022) im Département Lot-et-Garonne in der Region Nouvelle-Aquitaine (vor 2016: Aquitanien). Die Gemeinde gehört zum Arrondissement Marmande und zum Kanton Les Forêts de Gascogne.
Der Name in der gascognischen Sprache lautet Romestanh. Er hat seinen Ursprung im lateinischen Namen der Romana Statio, einer wichtigen Kreuzung zweier Römerstraßen. Eine zweite Theorie vertritt die Auffassung, dass der Name eine Ableitung des Patronyms Hromstang ist.
Die Einwohner werden Romestaingais und Romestaingaises genannt.

## Geographie
Romestaing liegt ca. 15 km südwestlich von Marmande im Landstrich Bazadais der historischen Provinz Gascogne an der westlichen Grenze zum benachbarten Département Gironde.
Umgeben wird Romestaing von den sechs Nachbargemeinden:
|                                       | Cocumont                                    |          |
| Grignols (Département Gironde)        | Kompassrose, die auf Nachbargemeinden zeigt | Guérin   |
| Cours-les-Bains (Département Gironde) | Ruffiac                                     | Argenton |

Romestaing liegt im Einzugsgebiet des Flusses Garonne.
Der Sérac, ein Nebenfluss der Avance, durchquert das Gebiet der Gemeinde zusammen mit seinen Nebenflüssen,
- dem Ruisseau du Ray,
- dem Ruisseau d’Esquerdes,
- dem Ruisseau de Pédeloup,
- dem Ruisseau de Sangos,
- dem Ruisseau de Saignou und
- dem Ruisseau de Gouts.

Der Ruisseau du Trône, ein Nebenfluss des Lisos, bildet die natürliche Grenze zur südlichen Nachbargemeinde Ruffiac.

## Geschichte
Im 19. Jahrhundert ist der Standort einer Motte des Hochmittelalters im heutigen Weiler Saboureau am nordöstlichen Rand des Gemeindegebiets entdeckt worden. Hierbei sind Objekte aus Eisen, Tonscherben und ein menschliches Skelett in Fötusstellung zutage getreten.
In der zweiten Hälfte des 12. Jahrhunderts gründeten Templer unter der Herrschaft des der englischen Königs Heinrich des Jüngeren in Romestaing eine Komturei, die zum Bezirk von Cours gehörte. Von ihr ist nur noch eine befestigte Kirche aus dem 11. Jahrhundert übrig geblieben. Philipp der Schöne war neidisch auf die Macht des Ritterordens und drängte zu Beginn des 14. Jahrhunderts auf seine Beseitigung. Papst Clemens V. verfügte am 13. April 1312 die Auflösung des Templerordens. Er wurde im Laufe des 16. Jahrhunderts durch den konkurrierenden Orden der Malteser ersetzt, die ihrerseits bis zur Französischen Revolution zahlreiche Komtureien im heutigen Département Lot-et-Garonne gründeten. Sie besaßen in Romestaing insbesondere Ackerland. Aus diesem Grund sind in der Umgebung von Romestaing noch Grenzsteine zu sehen, die das Malteserkreuz tragen.
Bei Ausbruch des Zweiten Weltkriegs wurde die Bevölkerung des Elsass evakuiert. Bewohner der Gemeinde Obersaasheim wurden dabei in Guérin und Romestaing aufgenommen.

## Einwohnerentwicklung

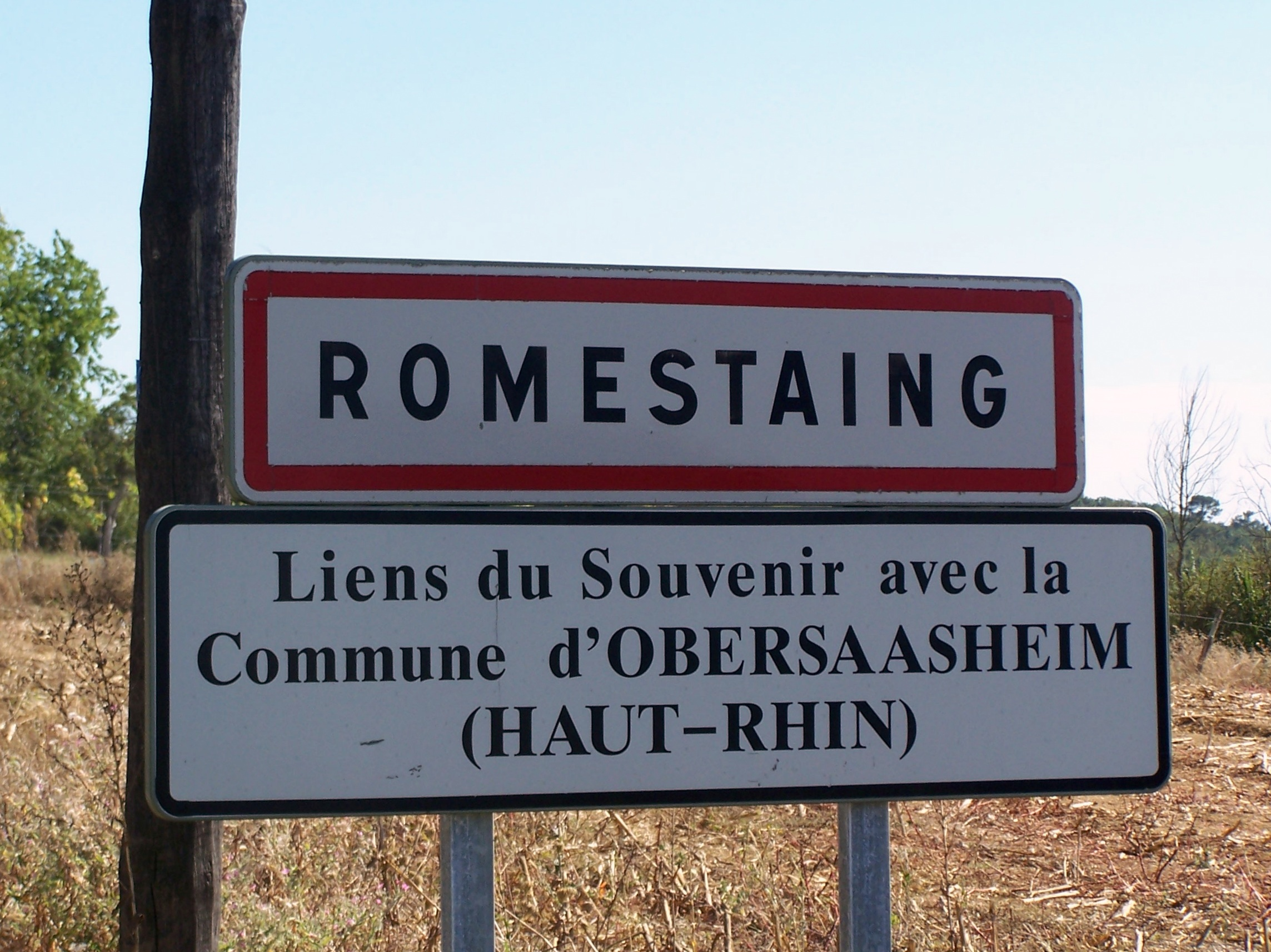
Ortseingangsschild

Nach Beginn der Aufzeichnungen stieg die Einwohnerzahl bis zur Mitte des 19. Jahrhunderts auf einen Höchststand von rund 495. In der Folgezeit sank die Größe der Gemeinde bei kurzen Erholungsphasen bis zu den 1990er Jahren auf rund 215 Einwohner, bevor eine Phase mit moderatem Wachstum einsetzte.
| Jahr      | 1962 | 1968 | 1975 | 1982 | 1990 | 1999 | 2006 | 2011 | 2022 |
| --------- | ---- | ---- | ---- | ---- | ---- | ---- | ---- | ---- | ---- |
| Einwohner | 272  | 247  | 219  | 227  | 217  | 234  | 235  | 250  | 158  |

## Gemeindepartnerschaft
Romestaing unterhält eine Partnerschaft mit Obersaasheim im Département Haut-Rhin im Elsass in der Region Grand Est.

## Sehenswürdigkeiten

### Pfarrkirche Saint-Christophe
Sie wurde im 12. Jahrhundert errichtet und gehörte bis zum 14. Jahrhundert zur Komturei des Templerordens. Der Chor und der Raum davor besitzen in einer für das Gebiet typischen Weise ein Steingewölbe, während das Gewölbe des Kirchenschiffs aus Backsteinen geschaffen wurde. Das Langhaus hat eine Länge von vier Jochen oder 18 Meter und eine Breite von sechs Metern. Die Decke des Altarvorraums, der sich unterhalb des viereckigen Glockenturms befindet, wird von Säulen mit verzierten Kapitellen getragen, die typische Beispiele romanischer Kunst darstellen. Sie zeigen Noah nackt unterhalb einer Weintraube, eine Person, die von einem Mantel bedeckt wird, eine andere Person lachend, Vögel, Mönche, Löwen, die mit zwei nackten Männern kämpfen. Ein schmaler Turm, der sich an die Nordseite lehnt, birgt eine Spindeltreppe, die in den Glockenturm hinaufführt. Der Eingang der heutigen Sakristei führte zu Beginn in die Komturei, von der nichts übrig blieb. Die Kirche ist seit dem 30. März 1965 als Monument historique eingeschrieben. Der Hauptaltar der Kirche aus dem frühen 19. Jahrhundert ist als Monument historique der beweglichen Güter eingeschrieben. Er ist eine Arbeit, die von großer Sachlichkeit geprägt ist, geschaffen unter dem Einfluss der klassizistischen Kunstrichtung. Seine Linien sind geometrisch, seine Komposition symmetrisch und sein Dekor ist schlicht. Das Malteserkreuz erscheint als wiederkehrendes Motiv und erinnert an die Komturei der Templer.

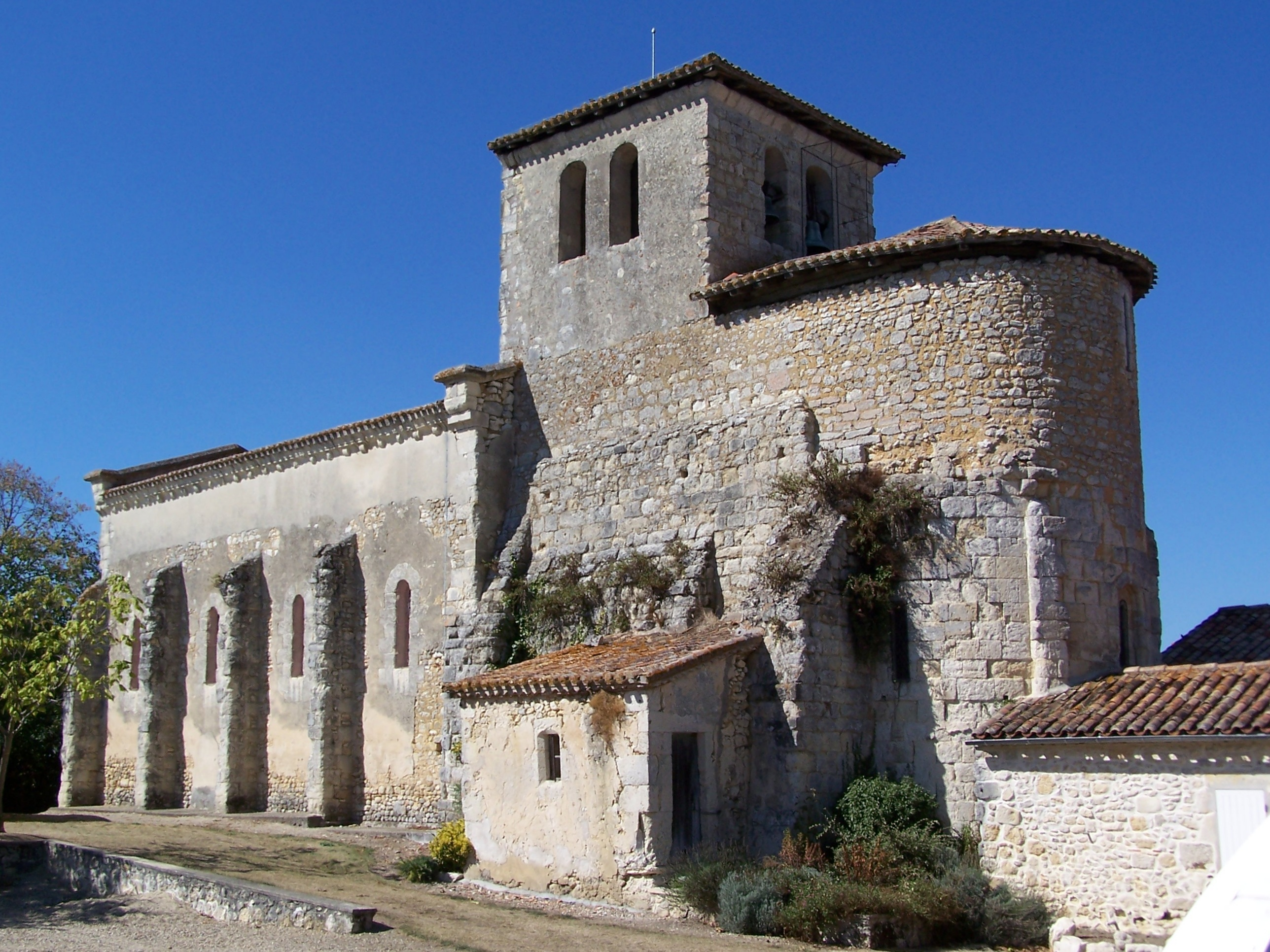
Pfarrkirche Saint-Christophe
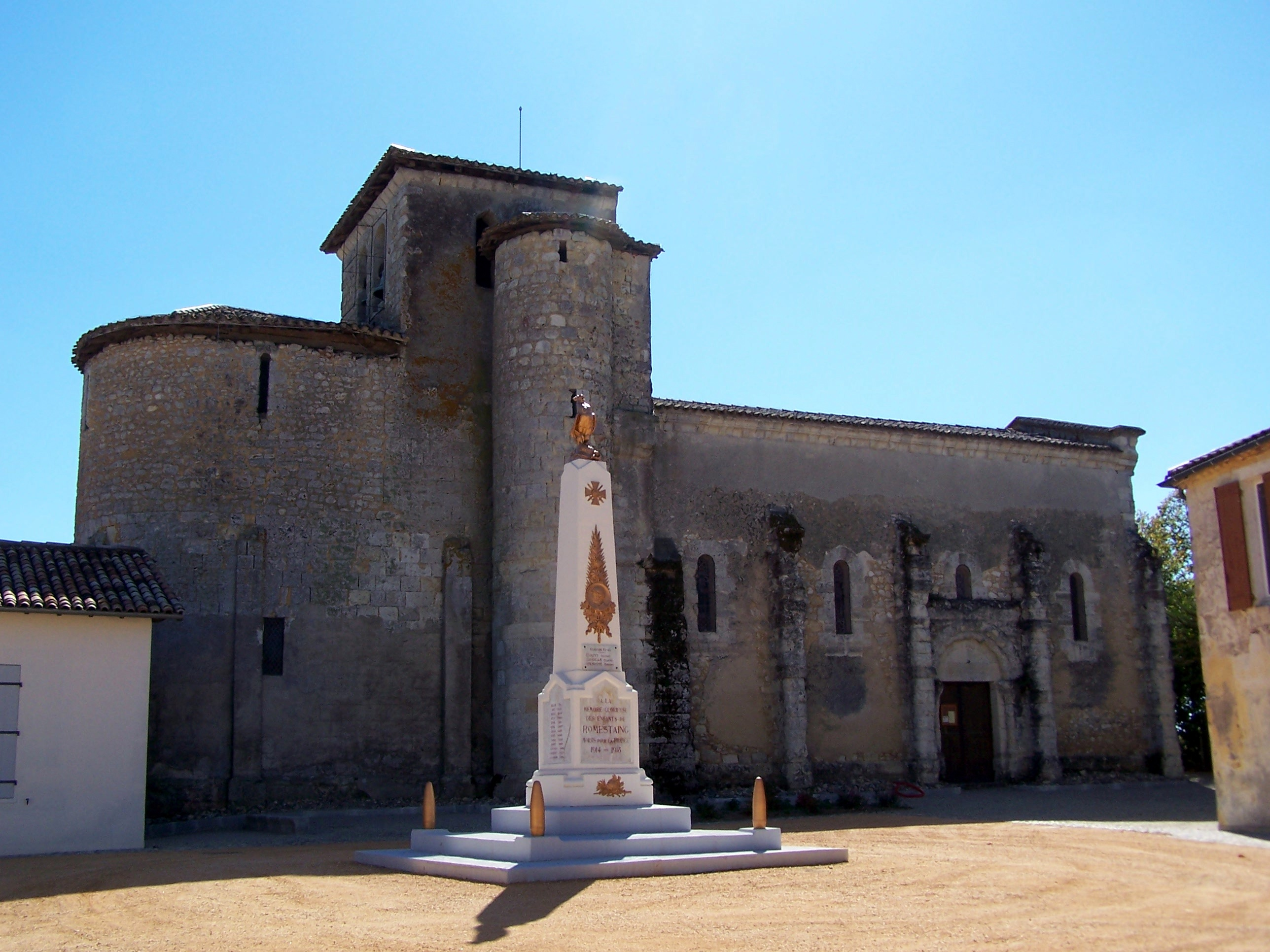
Nordseite mit Kriegerdenkmal
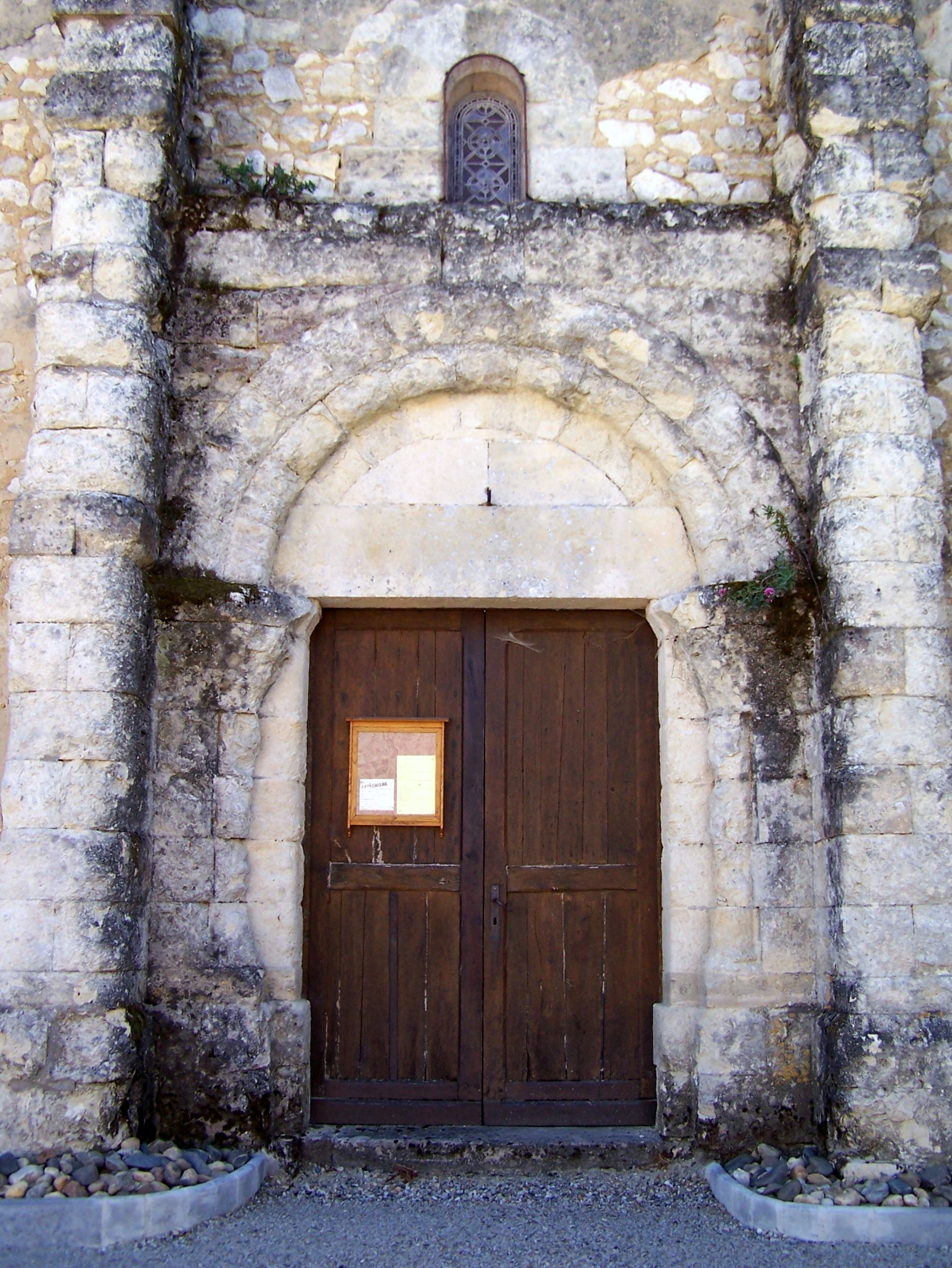
Eingangsportal

## Wirtschaft und Infrastruktur
Bei der Landwirtschaft sind hervorzuheben Ackerbau, Rinder- und Schafzucht und als Spezialität Foie gras. Es gibt zahlreiche Zweitwohnsitze. Das Dorf ist besonders beliebt wegen der Wander- und Reitwege durch den Wald. Im Sommer werden Kunstausstellungen organisiert.
Romestaing liegt in der Zone AOC des Côtes du Marmandais (blanc, rosé, rouge).

### Verkehr
Romestaing ist erreichbar über die Routes départementales 3 (Gironde: 655E5), 147 und 252.